# 早稲田予備校

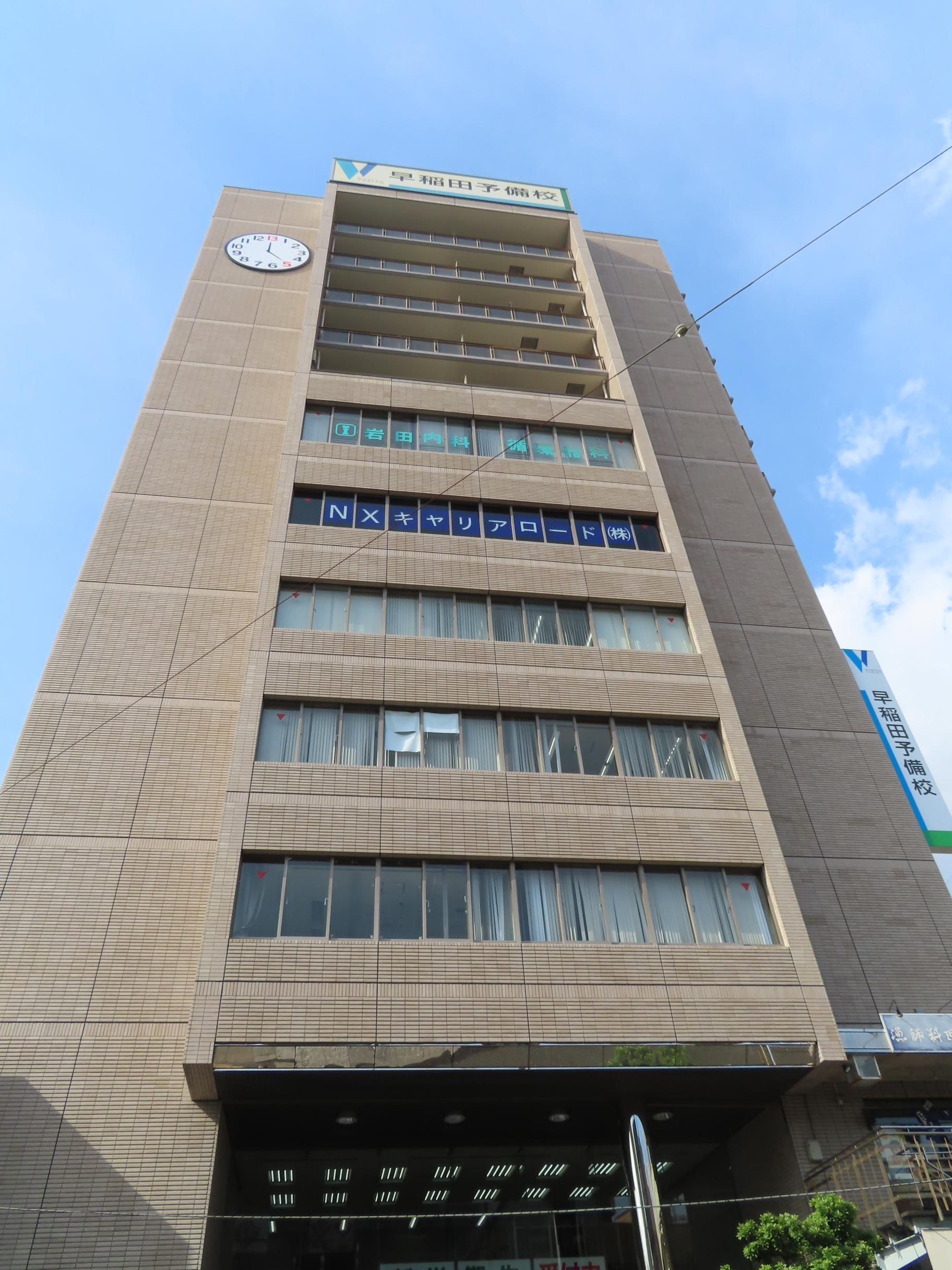
西船橋校（千葉県船橋市）

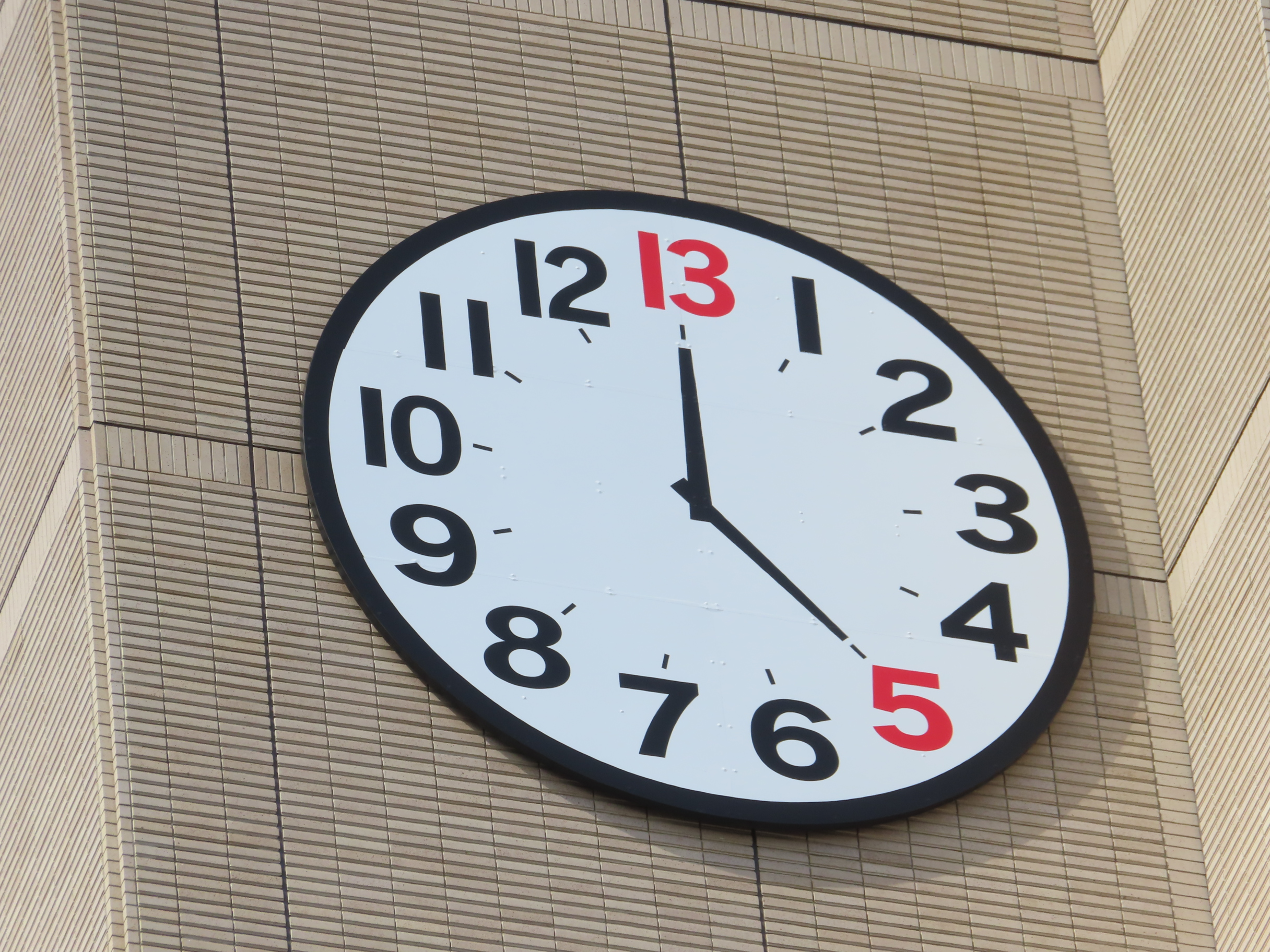
13時時計

早稲田予備校（わせだよびこう）は、早稲田学園グループ（学校法人早稲田学園）によって設置されている大学受験予備校である。現在のキャッチフレーズは「次の高みを目指す人に」。なお名前の「早稲田」とは、主な目標の一つである「早稲田大学」からきている（概説参照）。ただし、予備校を運営する早稲田学園自体は学校法人早稲田大学とは一切関係がない。また、同業予備校である早稲田ゼミナール、早稲田学院、早稲田アカデミー、早稲田塾とも無関係。

## 概説
長年にわたって主として早稲田大学を筆頭とする難関私立大学、特に文系学部（いわゆる私文）対策の予備校として実績を誇っている。以前は「早予（そうよ）」と呼ばれていたが、現在は「ワセヨビ」の愛称で知られている。
受験生激励のイベントとして芸能人など著名人を招聘することがあり、過去にはウッチャンナンチャン、アントニオ猪木、中村玉緒らが特別講師を務めた。
一時、TBSで英語番組を持っていたことがあり、東北放送やCBCテレビといった校舎のあるエリアにネットされていたこともある。『当世英語事始』時代の本編のオープニング・エンディングには、ホルスト・ヤンコフスキーの「A Sunny Day in Heidelberg」が流された。

### 13時時計
予備校のシンボルとして「13時時計」が掲げられており、概ね3つの説があるという。
1. 1日を（12時間×2=）24時間ではなく（(12+1)×2=13時間×2=）26時間勉強する（→人より多く勉強する）意気込みで学んでほしいというメッセージ
2. （時計の針が）13と5を指すことで「いざ合格」（135＝イザゴウカク）というメッセージ
3. 小学校（6年間）、中学校（3年間）、高校（3年間）を足して12（年）、そこに浪人時代の1年を足して13になるため、「13年目で合格」というメッセージ

なお予備校としては、理由について1つの正解はなく、創業者の意図として「時計に興味をもって自分で考えてほしい」とのことである。

## 校舎
- 専修学校（一般課程）
  - 東京本校 - 早稲田大学対策専門校。正式校名は「専修学校早稲田予備学校」[5]。
  - 西船橋校 - 正式校名は「専修学校早稲田予備学校西船橋校」[6]。

- 上記以外（テナント施設）
  - 水戸校

### かつて存在していた校舎
- 町田校 (1991.4 ~ 1997.3)
- 名古屋校 (1981.4 ~ 1998.3) - 跡地はナチュラルホテル エルセラーン→ダイワロイネットホテル名古屋駅前。
- 仙台校 (1987.4 ~ 1997.3) - 仙台校が入居していた「仙台13時ビル」に、現在仙台青葉学院短期大学が入居。
- 大阪校（提携校:エール予備校）
- 川崎校
- 川越校 ( ~ 2016.3)
- 稲毛海岸校 ( ~ 2018.3)
- 勝田台校 ( ~ 2018.3)
- 所沢校 ( ~ 2018.3)